# تشارلز يونغ (قاضي)
تشارلز يونغ هو قاضي كندي، (و. 1812  م).